# Schizopygopsis younghusbandi
Schizopygopsis younghusbandi är en fiskart som beskrevs av Regan, 1905. Schizopygopsis younghusbandi ingår i släktet Schizopygopsis och familjen karpfiskar. IUCN kategoriserar arten globalt som otillräckligt studerad. Inga underarter finns listade i Catalogue of Life.